# Hypodoxa lichenosa
Hypodoxa lichenosa är en fjärilsart som beskrevs av W. Warren 1907. Hypodoxa lichenosa ingår i släktet Hypodoxa och familjen mätare. Inga underarter finns listade i Catalogue of Life.